# Rodrigo Silva (Ouro Preto)
Rodrigo Silva é um distrito do município brasileiro de Ouro Preto, no interior do estado de Minas Gerais. Segundo o censo demográfico de 2022, realizado pelo Instituto Brasileiro de Geografia e Estatística (IBGE), sua população era de 1 082 habitantes e havia 393 domicílios particulares permanentes ocupados. Possui área de 90,50 km² conforme a Fundação João Pinheiro (FJP). Foi criado pela lei estadual nº 2.764 de 30 de dezembro de 1962.
Dista 18 km da sede do município e está a uma altitude média de 1278 metros (distrito de maior altitude do município).
No distrito, está a única mina de topázio imperial do mundo. Cercado de colinas e isolado em seu sossego, o distrito revela quedas d'águas em seu entorno. No Alto de Santa Quitéria, são avistados o pico do Itacolomi e pico do Itabirito.
Rodrigo Silva possui um clube de futebol amador, o Rodrigo Silva Futebol Clube. O clube, que atualmente disputa a primeira divisão ouropretana, possui, dentre outros títulos, uma Copa Januário Carneiro, torneio já extinto, que antigamente era a maior competição da região.

## História
A história de Rodrigo Silva está fortemente ligada à história do ramal da Estrada de Ferro Central do Brasil. Antes da construção da estação ferroviária, o distrito tinha o nome de José Correa, o qual possuía uma fazenda no local. Com a inauguração da estação ferroviária, em homenagem a Rodrigo Augusto da Silva, o nome do distrito se elevou à Rodrigo Silva. Com a chegada da ferrovia, vários funcionários da EFCB (posteriormente RFFSA) passaram a residir em Rodrigo Silva e lá fundaram, em 22 de novembro de 1901 a Sociedade Musical Santa Cecília, que ainda hoje ensina música gratuitamente a crianças e jovens do lugarejo.